# Освалдо Лесса
Освалдо Лесса Фільйо (порт. Osvaldo Lessa Filho, нар. 23 вересня 1966, Ріо-де-Жанейро) — бразильський футбольний тренер. Найбільш відомий за роботою в індонезійських футбольних клубах.

## Тренерська кар'єра
Освалдо Лесса розпочав тренерську кар'єру в 2007 році фітнес-тренером саудівської команди «Ат-Таї». У 2009 році він перебрався до Індонезії, де став асистентом головного тренера клубу «Персіпура Джаяпура». На цій посаді бразильський тренер працював до 2015 року, а в 2015 році став головним тренером індонезійського клубу, проте наступного року покинув посаду головного тренера. У 2016—2017 роках Лесса працював асистентом головного тренера індонезійського клубу «Мадура Юнайтед». У 2017 році бразильський тренер очолив інший індонезійський клуб «Шривіджая», де працював до кінця року. На початку 2018 року тренер удруге очолив клуб «Персіпура Джаяпура», де працював до початку 2019 року. У 2020 році Лесса працював тренером клубу «Персіджа». У 2021—2023 роках бразильський тренер удруге за кар'єру входив до тренерського штабу клубу «Мадура Юнайтед».